# Tampojung Pregi
Tampojung Pregi is een bestuurslaag in het regentschap Pamekasan van de provincie Oost-Java, Indonesië. Tampojung Pregi telt 4083 inwoners (volkstelling 2010).